# Русские грамматики (книги)
Русские грамматики или грамматики русского языка — научные произведения, описывающие грамматический строй русского языка.

## Грамматики церковнославянского языка
Грамматическая литература начинает распространяться на Руси с XV века.
Древнейшим из них является сочинение «Осемь честые слова» («О восьми частях речи»), сохранившееся в многочисленных списках XV—XVII вв. (один из них «Синодальная рукопись»). Эта грамматика долгое время считалась переводом Иоанна Болгарского с греческой грамматики Иоанна Дамаскина. По мнению И. В. Ягича она ошибочно связывается с именем Иоанна Дамаскина, грамматика которого в византийской литературе неизвестна. К этому сочинению восходит первая печатная краткая «Словеньска грамматика», изданная в Вильно, на территории Польско-Литовского государства, в 1586 году. Это было время борьбы против политики религиозного и национального угнетения восточнославянской культуры, проводившейся правящими кругами Польши. Православные братские училища, создававшиеся в противовес распространявшимся иезуитским коллегиям, требовали пособий по церковнославянскому языку.
В 1591 году ученики Львовской братской школы издают греко-славянскую грамматику под названием: «Адельфотес. Грамматика доброглаголивого Еллинославянского языка совершенного искусства осеми частей слова ко наказанию многоименному Российскому роду во Львове в друкарне братской, сложена от различных грамматик студентами иже в Львовской школе». Особенностью этой грамматики является то, что она была напечатана на двух языках: греческом и церковнославянском. В развернутом виде с левой стороны книги находился греческий текст, с правой — церковнославянский. Грамматика состоит из 4 частей: орфография, просодия, этимология и синтаксис.
В 1596 году в типографии Виленского братства вышла «Грамматика словенска совершеннаго искуства осми частей слова и иных нужных». Лаврентий Иванович Зизаний предпринял попытку систематизации грамматического материала церковнославянского языка, осмысления его особенностей. В соответствии с греческой и более ранней славянской традициями, Л. Зизаний разделил свою грамматику на несколько разделов: грамматика, орфография, просодия, этимология и синтаксис. Выделил 8 частей речи (скопировав их систему с греческой): различие (артикль), имя, местоимение, глагол, причастие, предлог, наречие, союз; впервые описал свойства творительного падежа. В грамматику также включено толкование молитвы «Отче наш». Книга на протяжении четверти века использовалась как основное учебное пособие в большинстве православных школ Речи Посполитой; оказала воздействие на грамматику Мелетия Смотрицкого.
В 1618—1621 годах «Грамматика» (Букварь) трижды издавалась для нужд униатов.
В 1619 году выходит в свет знаменитая «Грамматики Славенския правилное Синтагма» Мелетия Смотрицкого напечатанная в Евье (город близ Вильно). В ней излагались вопросы орфографии, морфологии, синтаксиса, стилистики и стихосложения и устанавливались нормы старославянского языка. Она переиздаётся в 1648 и в 1721 годах. М. В. Ломоносов назвал «Грамматику» Смотрицкого «вратами учености». На протяжении XVII—XVIII веков «Грамматика» неоднократно переиздавалась. Она сохраняла свое научное и практическое значение вплоть до выхода в свет «Грамматики» М. В. Ломоносова в 1755 году.

## Первая грамматика русского языка
Первой грамматикой именно русского языка является вышедшая в 1696 году в Оксфорде Grammatica Russica Генриха Лудольфа на латинском языке. По сути эта была первая попытка создания научного описания русского разговорного языка. В грамматике впервые содержалось указание на различия между старославянским и русским языками, перечислялись особенности русского произношения, приводились образцы склонения существительных, прилагательных и местоимений, достаточно подробно объяснялись особенности глагола и приводилась глагольная парадигма. В составе грамматики был краткий русско-латинско-немецкий разговорник, содержащий повседневные фразы, и маленький словарик. Орфография во многом отражала разговорную речь. Однако эта книга по структуре повторяла грамматики старославянского языка.

## Русские грамматики на русском языке

### XVIII век
Первую попытку систематизировать знания о русском языке и составить русскую грамматику для русских предпринял голландский просветитель и издатель белорусского происхождения Илья Копиевич. В 1706 году в пригороде Данцига Штольценберге в типографии Х.-Ф. Гольца он издал «Руковедение в грамматыку во славяноросийскую или московскою ко оутреблению оучащыхся языка московскаго» (лат. Manuductio in grammaticam in sclavonico Rosseanam seu Moscoviticam).
Следующей инициативой была работа русского учёного-полимата Василия Адодурова (1709—1780). В своём трактате, написанном им предположительно в 1739—1740 годах, он описывал прежде всего правила орфографии и пунктуации и употребление тех или иных букв, однако в ней содержались некоторые замечания по поводу произношения, склонения, спряжения, синтаксиса. Трактат являлся расширенным вариантом его заметки о русском языке, изданной в 1731 году. Трактат Адодурова был переведён на шведский язык Михаилом Грёнингом и издан в 1750 году. Однако работа Адодурова так и осталось незавершённой и неизданной, и была практически забыта, а перевод Грёнинга был малоизвестен. Более, чем через 200 лет научное издание найденной рукописи было предпринято Борисом Успенским.
Более успешной грамматикой на русском языке была «Российская грамматика» Михаила Ломоносова (1711—1765), опубликованная в 1755 году. В ней со всей полнотой описывался русский язык того времени, впервые фактически устанавливалась норма литературного языка. Она была разделена на несколько тематических глав: о человеческом слове вообще, о чтении и правописании, об имени, о глаголе, о служебных частях речи, о сочинении частей слова (то есть синтаксисе). Она была по достоинству оценена соотечественниками и множество раз переиздавалась. Грамматика Ломоносова оставалась важнейшим справочником русского языка на протяжении XVIII века. В 1764 году работа Ломоносова была переведена на немецкий язык и вышла под названием нем. Rußische Grammatick verfaßet von Herrn Michael Lomonoßow.
В 1771 году Антоном Барсовым (1730—1791) была составлена книга «Краткие правила российской грамматики». Из всех работ того времени она являлась наиболее полным описанием русского языка и вместе с тем уникальным произведением русской лингвистической мысли. Однако она, так же как и грамматика Адодурова, осталась в рукописи и была опубликована лишь в 1981 году.
Кроме того, в XVIII веке было создано несколько примечательных произведений, посвящённых русскому языку. Например, в 1769 году Кургановым была издана «Российская универсальная грамматика» или «Письмовник». Она помимо общедоступных объяснений русской грамматики имела приложения с разными учебными и назидательными текстами, баснями и тому подобным. Несмотря на свою неполноту, эта книга выдержала 18 переизданий и была популярным учебным пособием по русскому языку тех времён.

### XIX век
Начало века ознаменовалось выпуском Императорской академией наук в 1802 году академической грамматики. Так же как и другие, она делилась на несколько частей: орфография, грамматика, синтаксис. Грамматика выдержала три издания.
XIX век в целом охарактеризовался расцветом отечественной филологии и прежде всего русистики. Одна за другой издаются очень подробные грамматики и научные работы по русскому языку. Особое значение в первой половине XIX века имели труды Н. И. Греча (1787—1867). В 1827 году им была выпущена «Пространная грамматика Русского языка» (позже была переведена на французский язык), «Практическая грамматика русского языка», а также сокращённая «Краткая русская грамматика». Кроме того он написал несколько учебных пособий по русскому языку.
Почти параллельно с Гречем в 1831 году известным языковедом А. Х. Востоковым (1781—1864) была издана «Русская грамматика».

### XX век
Вышел целый ряд научных описаний исторической и современной грамматики русского языка.

#### Советское время

##### Академические грамматики современного русского языка
Сектор современного русского языка Института языкознания Академии наук СССР подготовил и выпустил в 1952-54 годах первое издание «Грамматики русского языка», второе, доработанное Институтом русского языка издание которой было выпущено в 1960 году: Грамматика русского языка. Том 1. Фонетика и морфология. Том 2 (в 2 кн.). Синтаксис. Издательство Академии наук СССР. Редакционная коллегия: академик В. В. Виноградов, член-корреспондент АН СССР Е. С. Истрина, член-корреспондент АН СССР С. Г. Бархударов. М., Издательство АН СССР, 1960.
«Грамматика русского языка» в двух томах (трёх книгах) была подготовлена к изданию Сектором современного русского языка Института языкознания Академии наук СССР и вышла в свет в 1952—1954 годах.

В связи с многочисленными требованиями читателей Издательство АН СССР производит выпуск дополнительного тиража «Грамматики».

В настоящее издание Институтом русского языка Академии наук СССР внесены некоторые исправления.От издательства
В 1980 году вышла вторая академическая Грамматика современного русского языка, известная филологам-русистам как «Грамматика-80».